# Droodles

Fyra elefanter undersöker en apelsin eller en död punkts position i ett biljardspel

Droodles var ett par minimalistiska tecknade seriegåtor skapade av Roger Price, som samlades i hans bok Droodles som gavs ut 1953. Termen används numera för liknande visuella gåtor.

## Form
Den allmänna formen för serien är minimal: en fyrkantig ruta som innehåller några abstrakta bildelement med en bildtext (eller flera) som ger en humoristisk förklaring av bildens ämne. Till exempel kan en Droodle som visar tre koncentriska former - liten cirkel, medelcirkel, stor fyrkant - ha rubriken "Flygfoto av en cowboy i en bajamaja."

## Ursprung

En mexikan med sombrero steker två ägg

Det varumärkesberättigade namnet "Droodle" är en sammansättning av de engelska orden doodle (klotter), drawing (teckning) och riddle (gåta). Formen på en Droodle - en gåta som uttrycks i visuell form - har emellertid tidigare rötter, till exempel i en ritning (indovinelli grafici) av den italienska målaren Agostino Carracci (1557-1602) och termen används numera allmänt bortom Prices arbete.
Droodles är (eller var) enbart en form av underhållning som vilken annan tecknad serie, och uppkom på ungefär samma platser (tidningar , pocketböcker, badrumsväggar) under deras blomstrande tid på 1950- och 1960-talet. Den kommersiella framgången hos Prices samlingar av Droodles ledde till grundandet av förlaget Price-Stern-Sloan, och också till skapandet av ett underhållningsprogram med Droodlestema, sänt på NBC 1954. Det fanns även ett droodlebaserat inslag som hette "Mysteriosos" i HBOs program Braingames. Ett flertal tidningsannonser för cigaretter använde sig även av Droodles med cigarettema.

## Publicering i konst samt populärkultur
En av Prices ursprungliga Droodles har använts som omslag för Frank Zappas album Ship Arriving Too Late to Save a Drowning Witch, utgivet 1982. Prices andra rubriker för teckningen var "Mamma pyramid som matar sin bebis."
Bilder med liknande stil används i boken Lille prinsen av den franske författaren Antoine de Saint-Exupéry.